# U3 (Hamburg)
La U3 és una línia del metro d'Hamburg (Alemanya) que mesura 20,681 km i té 26 estacions. És una línia circular, a la riba dreta de l'Elba, amb un branc al nord-est en direcció de Wandsbek Gartenstedt.

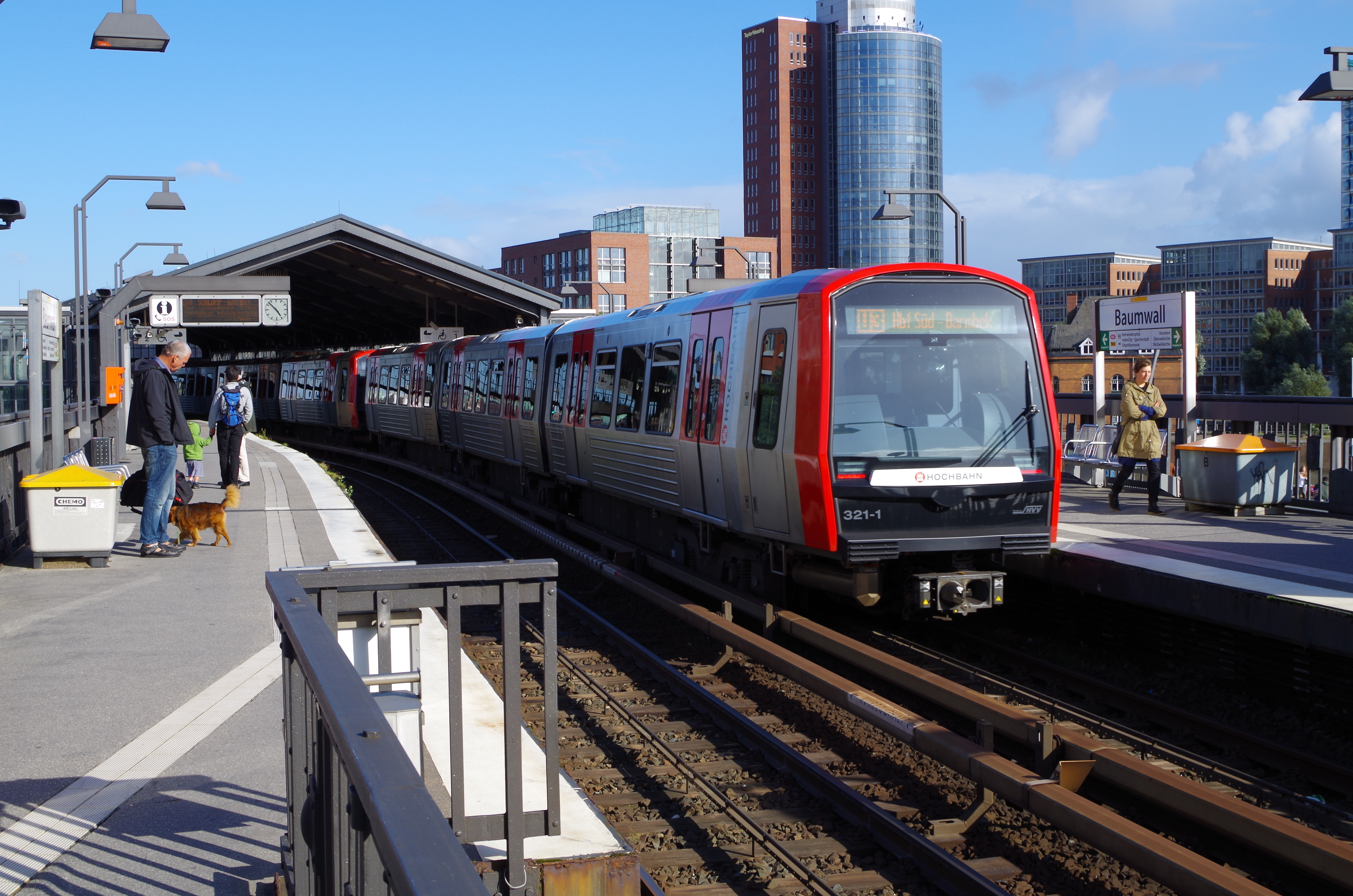
Un nou tren DT5 a l'estació Baumwall

És la línia amb més interès turístic de la xarxa del metro d'Hamburg. Una gran part passa a cel obert, entre els estacions Sankt Pauli i Rödingsmarkt hi ha una vista espectacular al port d'Hamburg, connecta a l'estació Landungsbrücken amb els transbordadors de vianants de la xarxa del transport públic a l'Elba vers la futura sala de concerts Elbphilharmonie i l'illa de Finkenwerder, entre les estacions Schlump i Barmbek es veu una part d'avingudes amb molts edificis de pisos de la fi del segle xix (Gründerzeit), del modernisme i de la nova objectivitat de l'entreguerres, el parc municipal, passa uns ponts a l'Alster, el Leinpfadkanal, l'Osterbek, l'estadi del club de futbol Sankt Pauli i molt més. El 2012 es va celebrar el seu centenari, i la premsa alemanya parlava dels cent anys de «la línia de metro més maca d'Europa».

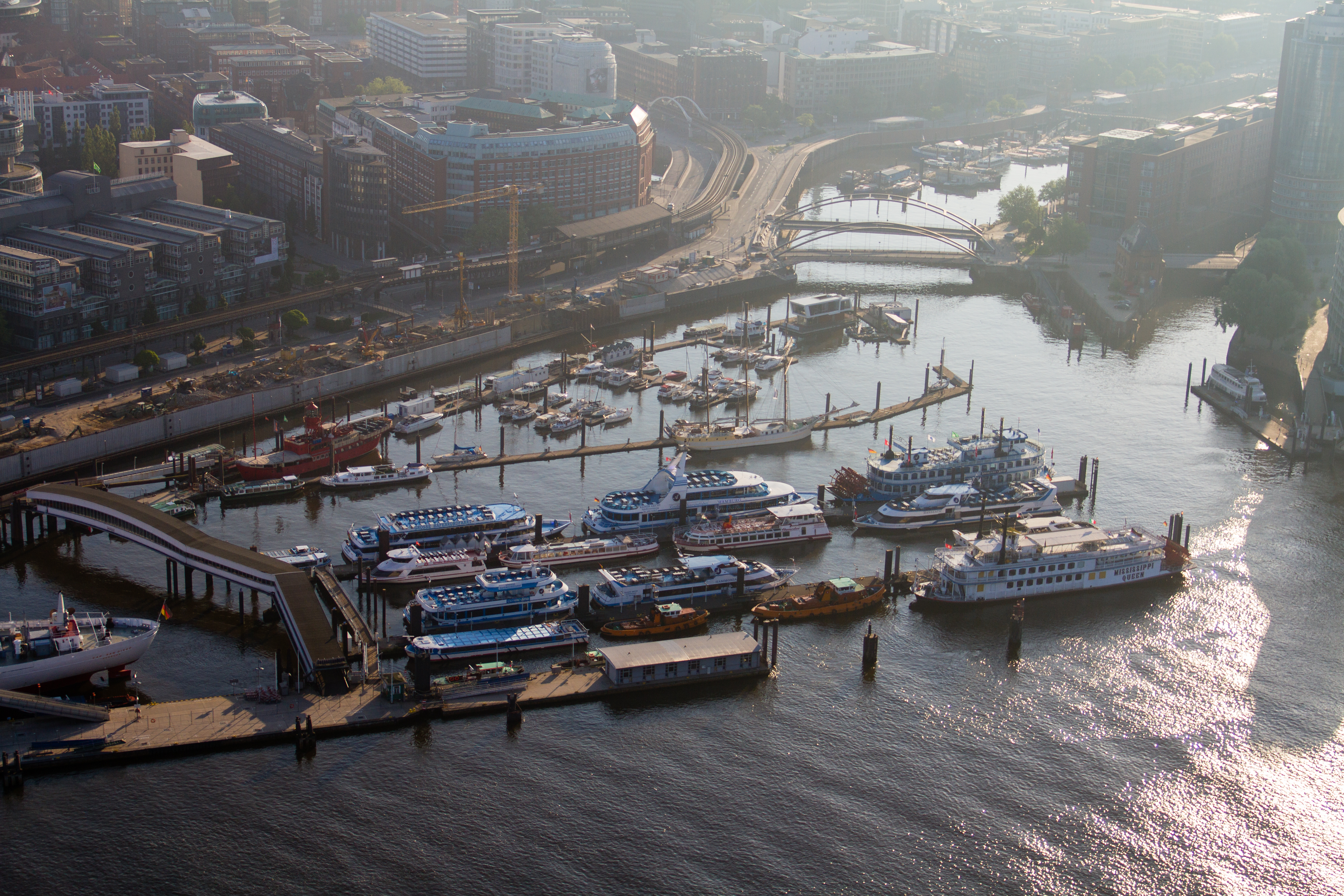
El viaducte de la línia U3 a la vora de l'Elba

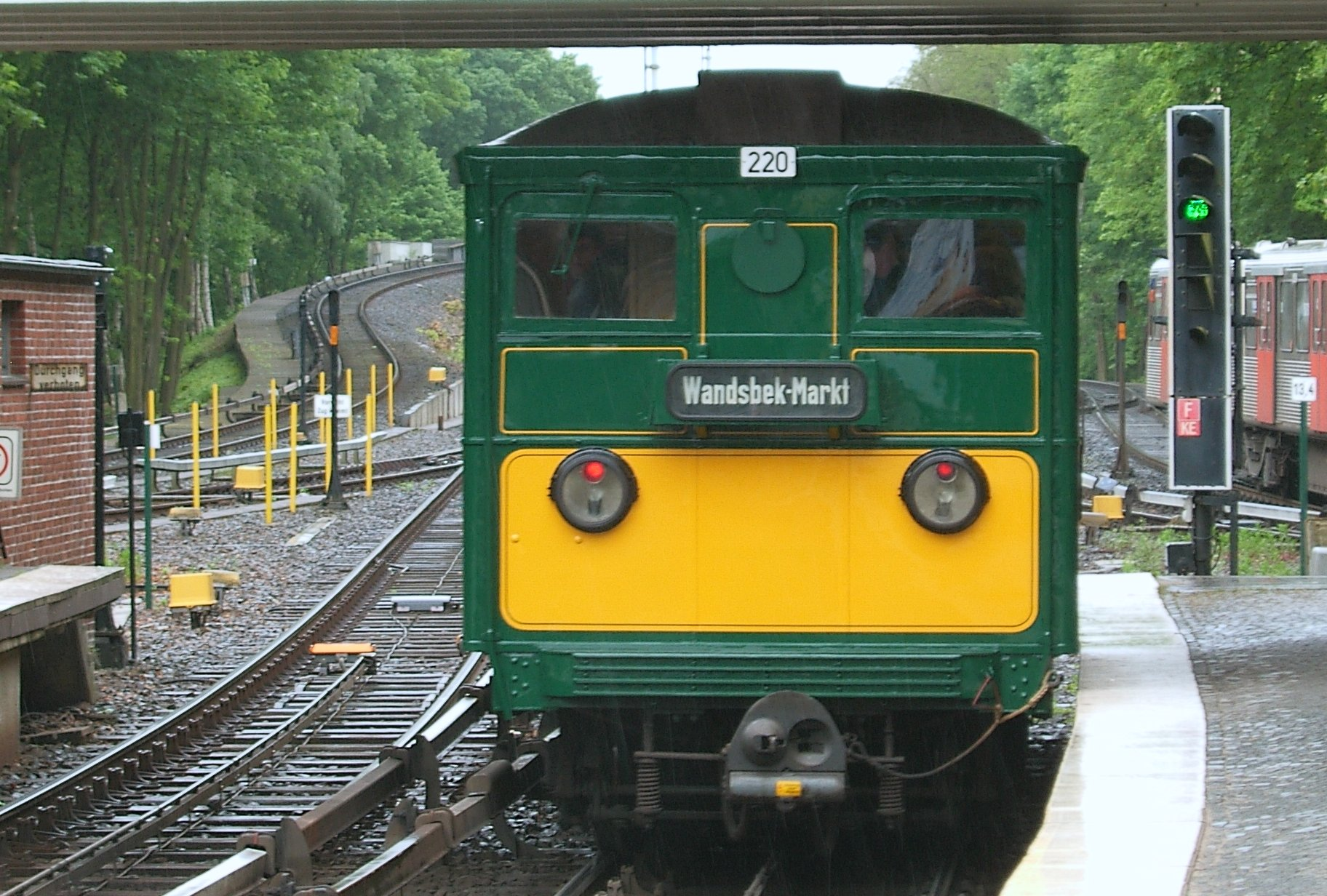
Tren tipus T6 del 1920 a l'estació Kellinghusenstrasse

L'Hamburg Hochbahn AG o HHA explota la línia, en coordinació amb Hamburger Verkehrsverbund (HVV), creada el 1965 que ofereix una tarifa unificada i un servei integrat a tota l'àrea metropolitana d'Hamburg.
La línia circular va ser construïda entre 1906 i 1912, aleshores 17,487 km i 23 estacions. L'obra va començar el 1906 al pantà Kuhmülenteich al riu Wandse. La concessió va ser atribuïda a la societat Siemens & Halske que va crear la societat Hamburger Hochbahn AG per aquesta fi el 1911 que va començar l'explotació comercial del primer i més vell tram més de la xarxa hamburguesa aquest mateix any: de l'ajuntament (Rathaus), per l'estació central (Hauptbahnhof) cap a Barmbek. El 10 de maig del 1912 va seguir el tram Barmbek-Kellinghusenstrasse, i el 25 de maig el tram cap a Sankt Pauli. El cercle es va tancar amb el tram Sankt-Pauli cap a l'ajuntament del 29 de juny del 1912. Aleshores els trens tenien encara tres classes.